# Canchungo (sector)

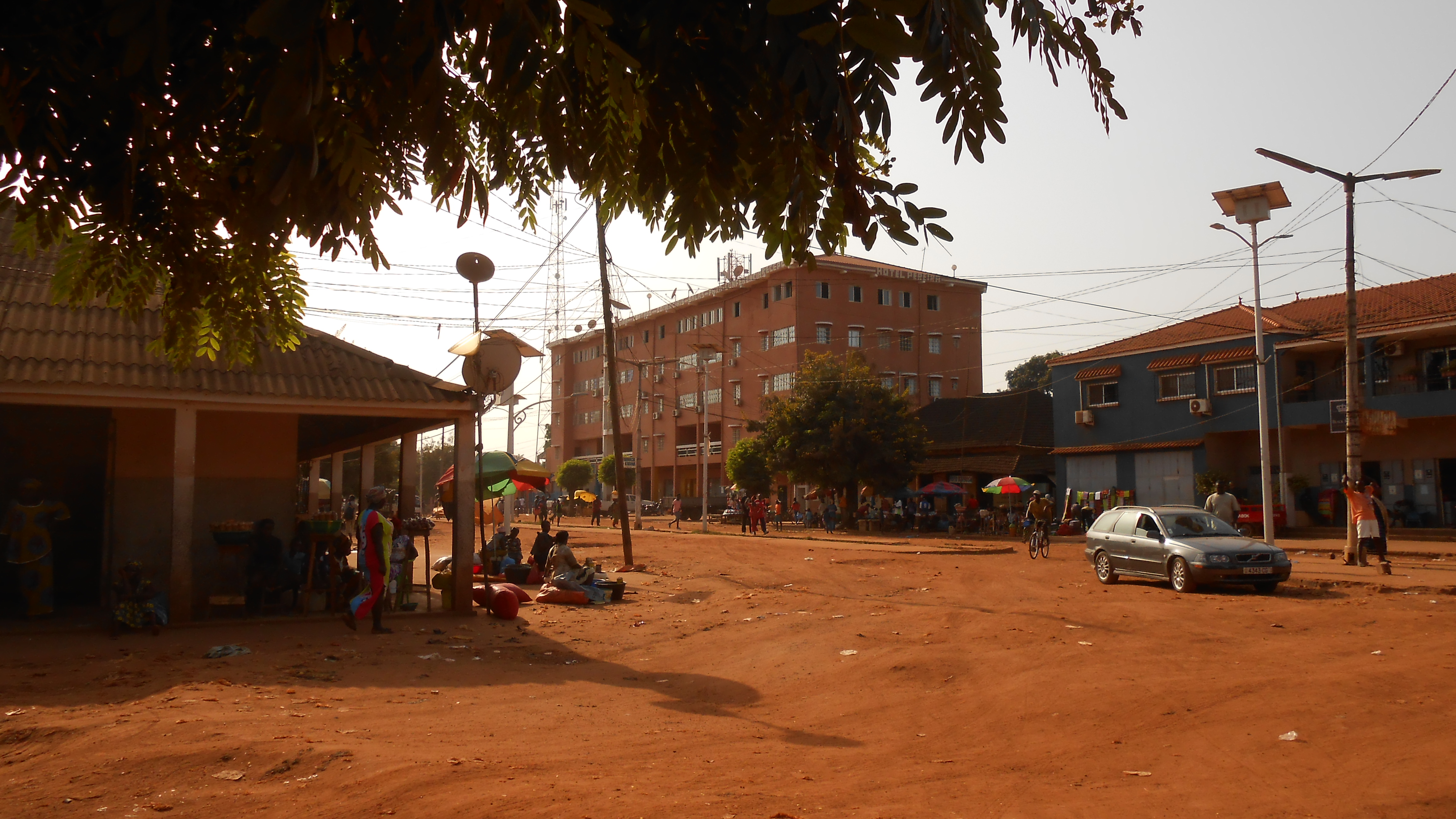
Centro de Canchungo

Canchungo é um sector na região de Cacheu da Guiné-Bissau com 642,9 km² .
 Possui como capital a cidade com o mesmo nome.